# 阿拉伯喜鹊
阿拉伯喜鹊是沙特阿拉伯阿西尔省特有的一种喜鹊属鸟类。阿拉伯喜鹊曾被认为是欧亚喜鹊的一个亚种，但系统发生学研究表明其应当独立成种。